# Salvatore Morale
Salvatore Morale dit Tito Morale (né le 4 novembre 1938 à Teolo) est un athlète italien, spécialiste du 400 m haies.

## Biographie
Salvatore Morale remporte la médaille de bronze lors des Jeux olympiques d'été de 1964 à Tōkyō, après avoir été champion d'Europe, à Belgrade en 1962, en égalant le record du monde de Glenn Davis sur 400 m haies en 49 s 2 (1962). Il détient un record de 47 s 6 sur 400 m.. Il a également participé aux Jeux de Rome en 1960.